# Igor N'Ganga
Igor N'Ganga (Kinshasa, 14 de abril de 1987) é um futebolista profissional congolês que atua como defensor.

## Carreira
Igor N'Ganga foi convocado para o elenco da Seleção Congolesa de Futebol no Campeonato Africano das Nações de 2015.